# تنوفوویر آلافنامید
تنوفوویر آلافنامید (انگلیسی: Tenofovir alafenamide) (با نام تجاری ویریتاف ®ViriTaf ) یک داروی مهارکننده نوکلئوتیدی ویروس هپاتیت ب (HBV) برای درمان عفونت مزمن آن در بزرگسالان مبتلا به بیماری کبدی است. این دارو از راه دهان مصرف می‌شود.
تنوفوویر آلافنامید پیش‌داروی تنوفوویر است.